# チバウ文化センター

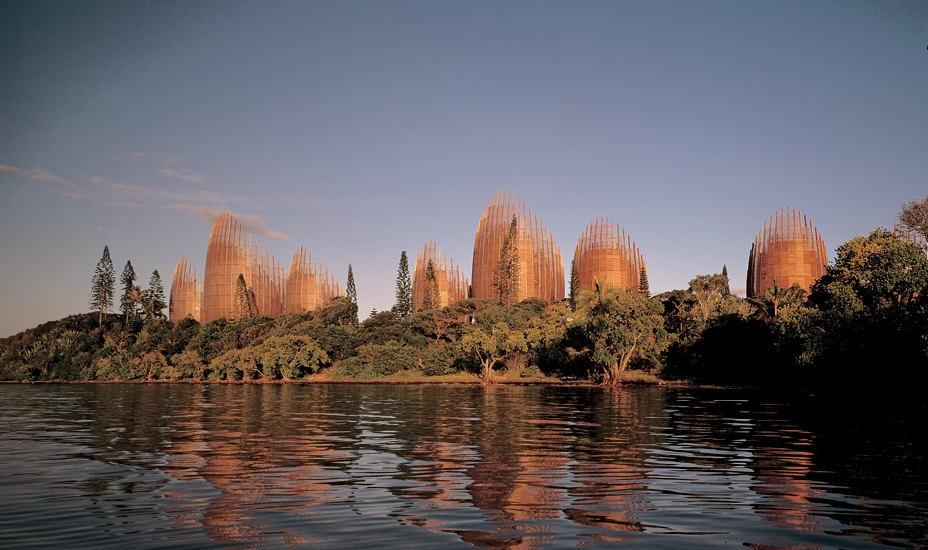
チバウ文化センター

チバウ文化センター（チバウぶんかセンター、Jean-Marie Tjibaou Cultural Centre）はニューカレドニアのヌメアにある文化博物館。
1993年にイタリアの建築家レンゾ・ピアノによって設計され、1998年にオープンしている。敷地内には「カーズ」と呼ばれる巻貝のような形をしたカナックの伝統家屋を模した建物が大小10棟建っており、カナックの文化の発展を願うことからいずれも未完成のようにしてある。
「カーズ」は籠状に組まれた木造合成材を鋼鉄の心棒で補強した枠組みを何層にも重ねて作られており、日照や風などの気象条件に対応して可動できる構造になっている。外装と内装の建材の多くの部分に地元産の木材や鉱物などの自然素材が用いられており、周囲に植樹された椰子や松の植え込みとともに植物相に取り込まれる構成となっている。
チバウとはニューカレドニアで民族独立運動を指揮したジャン＝マリー・チバウのことで、敷地内には彼の銅像がある。